# Крымская филармония
Крымская государственная филармония (Государственное автономное учреждение культуры Республики Крым «Крымская государственная филармония») — культурное учреждение Крыма, занимающееся организацией концертной деятельности. Организовано в 1939 году. В настоящее время имеет три отделения в Симферополе, Ялте и Евпатории. В разные годы в Крымской филармонии работали значимые культурные деятели СССР, Украины и России.

## История
Крымская государственная филармония открыла свои двери 1 января 1939 года как центр развития национальной музыки и популяризации классической музыкальной культуры. Временно исполняющим обязанность директора был назначен Лев Израилевич Кронфельд. Уставной фонд составил 100 тысяч рублей. Большая роль в деятельности филармонии отводилась поддержке музыкального наследия многонационального Крыма.
С началом Великой Отечественной войны деятельность филармонии пришлось приостановить. Однако уже в мае 1944 года, сразу после освобождения Крыма от немецко-фашистских захватчиков, артисты филармонии дали первые концерты на специально сооружённых открытых площадках. В штате тогда числилось чуть более пятидесяти человек, но уже в апреле 1945 года был создан ансамбль русской песни и пляски, а в сентябре — симфонический оркестр малого состава. Постепенно работа в филармонии набирала обороты, и к 1947 году её коллективы в год давали более тысячи концертов.
За 1969 год было дано 6300 концертов, в том числе и за пределами полуострова. Их посетили 2 миллиона 215 тысяч человек. В Крыму проведено 4577 мероприятий, среди них концерты в отдалённых регионах — Красноперекопском, Ленинском, Нижнегорском и Раздольненском районах — 549 выступлений.
Знаковый для филармонии коллектив — женский ВИА «Чайки». Он образовался в Калининграде, но по приглашению Крымской филармонии часть исполнительниц в 1973 году перебралась к Чёрному морю. Была подготовлена концертная программа, которая с аншлагом шла в течение месяца в Ялте. Успех был закреплён почётным третьим местом на V Всесоюзном конкурсе эстрады в 1974 году.
На пике расцвета филармония радовала зрителей не только виртуозной классической музыкой, душевной народной песней, но и эффектными эстрадно-цирковыми номерами. На базе филармонии также действовали музыкально-литературный лекторий и две концертные бригады, работавшие с детьми. Для крымских артистов новые произведения создавали известные композиторы и поэты. Так появилась знаменитая «Кантата о Севастополе» поэта Николая Доризо и композитора Александра Долуханяна.
В 1980 году директором был назначен В. А. Юркин. Филармония превратилась в одну крупных концертных организаций СССР, где ежедневно проводилось около 40 концертов в день по всем городам Крыма, было задействовано 360 штатных артистов. Филармония была организатором Международного фестиваля «Крымские зори». Проводились международные конкурсы на лучшее исполнение песен стран социалистического содружества, а также целый ряд фестивалей различных жанров. По инициативе В. А. Юркина была возрождена традиция проведения Чеховского фестиваля и приезда МХАТа в Ялту к А. П. Чехову. Был проведен I Всесоюзный конкурс балета, Фестиваль камерной музыки на базе Ливадийского и Воронцовского дворцов, Фестиваль симфонической музыки на набережной Ялты. Филармония обеспечивала проведение целого ряда мероприятий в городах-героях Керчи и Севастополе, Дней города Симферополя, Керчи, Феодосии, Севастополя, Евпатории, детского Международного фестиваля в городе Евпатории, Фестиваля камерной музыки в Никитском ботаническом саду и других культурно-массовых мероприятий.
Сегодня Крымская филармония объединяет профессионалов музыкального искусства заслуженных артистов Автономной Республики Крым и Украины, лауреатов международных конкурсов, перспективных молодых артистов. В общей сложности творческий коллектив насчитывает более 500 человек. Артисты и коллективы филармонии создают интересные яркие проекты.
В концертных программах участвовали София Ротару, Александр Вертинский, Клавдия Шульженко, Лидия Русланова.
После присоединения Крыма к России в 2014 году многие бюджетные коллективы культуры были реорганизованы в соответствии с российским законодательством, они теряли статус юридического лица и вошли в Крымскую филармонию как структурные подразделения, что вызвало череду напряжённости и внутренних конфликтов. Тогдашний министр культуры Арина Новосельская выступала с разъяснениями для прессы.

## Состав
В Крымскую филармонию входят симфонический оркестр, камерный хор «Таврический благовест», крымскотатарский ансамбль песни и танца «Хайтарма», вокальный ансамбль «Славия», солисты-вокалисты, в числе которых несколько народных и заслуженных артистов Украины (Елена Басаргина, Марина Семёнова, Зоя Рудник, Нина Козлова, Наталья Безкоровайная, Эльмира Налбантова), концертмейстеры (Светлана Завьялова и Елена Рязанова — заслуженные артистки Украины), заслуженная артистка Украины Татьяна Маркина, работающая в редком и сложном жанре моноспектакля, лекторы-музыковеды.
Симфонический оркестр Крымской филармонии проводит циклы абонементных концертов в городах Крыма, активно сотрудничает с оркестром Баден-Бадена (Германия). Результатом этого сотрудничества стали постановки в 1999 году «Кармина Бурана» К. Орфа в Ялте и в 2000 году «Кармина Бурана» и «Половецких плясок» А. Бородина в Баден-Бадене и Хайдельберге.
1965—2005 годы — главный дирижёр и художественный руководитель Симфонического оркестра Крымской государственной филармонии Алексей Феодосьевич Гуляницкий, народный артист Украины. Во время работы А. Гуляницкого руководителем коллектива оркестр впервые стал выезжать на гастроли за пределы Крыма и Украины. В 1977 году оркестр завоевал звание «Лауреат Всесоюзного смотра-конкурса». Оркестр дважды удостаивался высоких правительственных наград: Почётной грамоты Президиума Верховного Совета УССР (1987) и Почетной грамоты Кабинета Министров Украины (1999 г.). А. Гуляницкий в общей сложности дал более 2500 концертов. Четырнадцать артистов оркестра удостоены почетных званий Украины и Крыма.
Под руководством Игоря Александровича Каждана (с 2006) оркестр явился первым в мире, проводящим планомерную работу по воспитанию исполнителей из числа наиболее талантливых молодых дарований, многие из которых добились мирового признания (циклы «Новые имена Крыма» и «Ранний рассвет»). Наряду с этими циклами оркестр также проводит с 2011 года мастер-классы по дирижированию для студентов и выпускников консерваторий.
С 2014 года Симфонический оркестр Крымской филармонии возглавляет заслуженный деятель искусств Украины Александр Долинский.
С 2017 года Крымская государственная филармония начала производство музыкальных клипов.
В январе 2023 года Академический симфонический оркестр выведен из состава Крымской государственной филармонии.

### Коллективы
- Коллективы и солисты Крымской филармонии
- Симфонический оркестр Крымской филармонии на концерте Крымская весна 5 лет в родной гавани. Гора Гасфорта
- Танцоры ансамбля народного танца Хайтарма состава 2023 года, в центре Эльмира Налбантова
- Камерный хор «Таврический благовест» руководитель Владимир Николенко и Камерный оркестр руководитель Денис Карлов
- Певицы Ирина Бараховская и Екатерина Гриневич, концертмейстер Юлия Синельникова, музыковед Надежда Дружинина

В составе Крымской государственной филармонии работают следующие музыкальные коллективы:
- Академический симфонический оркестр. Художественный руководитель заслуженный деятель искусств Украины Александр Долинский (до 2023)
- Камерный оркестр. Художественный руководитель заслуженный деятель искусств Республики Крым Денис Карлов
- Вокально-хореографический ансамбль «Таврия» имени Л. Д. Чернышевой. Художественный руководитель заслуженный деятель искусств Украины и Крыма Игорь Михайлевский
- Крымскотатарский фольклорный ансамбль «Крым». Художественный руководитель заслуженный деятель искусств Украины и Республики Татарстан Сервер Какура
- Камерный хор «Таврический благовест». Художественный руководитель заслуженный деятель искусств Крыма Владимир Николенко
- Вокальный ансамбль «Джаз рандеву». Художественный руководитель заслуженный артист Крыма Аркадий Журавлёв
- Крымскотатарский ансамбль песни и танца «Хайтарма». Художественный руководитель заслуженная артистка Крыма и Украины Эльмира Налбантова
- Театр песни «Подворье». Художественный руководитель заслуженный деятель искусств России Алёна Удалова

### Директора Крымской филармонии
- Лев Израилевич Кронфельд, и. о. (1939-19?)[1]
- С. И. Коган (1944 — 19??)
- А. С. Чернышев[5] (1972 — 19??)
- В. А. Юркин (1980—1987)[6]
- Э. З. Юдицкий (1987—2012)[7]
- И. С. Пандул (с 2012—2015)
- О. В. Костенко (с 25 ноября 2015 — 25 ноября 2018)
- Т. М. Аронова (с декабря 2018 — 5 января 2023 года)
- А. В. Приказюк (с 10 января 2023 года по настоящее время)[8]

## Награды
Камерный хор «Таврический благовест» стал лауреатом первой премии XVII международного конкурса хоровых коллективов в польском городе Хайнувке, был также удостоен гран-при за участие в первом международном конкурсе хоровых коллективов в Ялте. В репертуар коллектива входят произведения крымских композиторов: А. С. Караманова, А. Лебедева, Е. Н. Троценко, М. В. Устинова.
8 мая 2015 года камерный хор «Таврический благовест» стал лауреатом I степени Всероссийского хорового фестиваля академических хоров, посвященного 70-летию Великой Победы, в номинации «профессиональные коллективы».